# Großer Steinberg (Solling)
Der Große Steinberg ist ein mindestens 492,5 m ü. NHN hoher Berg im Süden des Sollings. Er liegt bei Eschershausen im südniedersächsischen Landkreis Northeim (Deutschland). Auf dem Südhang steht der Aussichtsturm Harzblick.

## Geographie

### Lage
Der Große Steinberg erhebt sich jeweils im Südosten des Sollings und des Naturparks Solling-Vogler. Sein Gipfel liegt 5,5 km nordnordöstlich der Kernstadt von Uslar sowie 3,5 km nordöstlich von Eschershausen und 3,5 km nördlich von Vahle, zwei Uslarer Ortsteilen.

### Naturräumliche Zuordnung
Der Große Steinberg gehört im Niedersächsischen Bergland in der naturräumlichen Haupteinheitengruppe Weser-Leine-Bergland (Nr. 37) und in der Haupteinheit Solling, Bramwald und Reinhardswald (370) zur Untereinheit Nördlicher Solling (370.0). Nach Süden fällt die Landschaft in die Untereinheit Kuppiger Solling (370.1) ab.

### Steinberg- und Nebenkuppen
Steinberg- und Nebenkuppen sind – mit Höhen in Meter (m) über Normalhöhennull (NHN):
Steinbergkuppen:
Der Große Steinberg hat zwei Kuppen, deren Gipfel in Nordwest-Südost-Richtung knapp 570 m voneinander entfernt sind:
- Nordwestkuppe: ca. 492,5 m (⊙),
mit gipfelnaher Höhenangabe 491,7 m auf Waldwegkreuzung
- Südostkuppe (auch Kleiner Steinberg genannt): ca. 491 m (⊙),
mit Höhenangabe 490,5 m auf Waldweg

Nebenkuppen (im Uhrzeigersinn):
- Wolfstrang (467,5 m), im Ostnordosten
- Hohe Warte (310 m), im Südsüdosten
- Henneckenberg (305 m), im Süden
- Glaseberg (380 m), im Südwesten
- Heubrockshügel (440 m), im Westen
- Italskopf (432,5 m), im Westnordwesten
- Wolfskopf (425,4 m), im Nordwesten

### Fließgewässer
Auf dem Nordwesthang des Berges entspringt beim Wolfskopf der Wolfsbach, auf dem Nordhang die Lummerke und auf dem Übergangsbereich zum ostnordöstlich gelegenen Wolfstrang der Riepenbach; alle drei speisen die Ilme. Südöstlich unterhalb des Berges liegt bei der Hohen Warte die Quelle eines Kleinzufluss des vom Wolfstrang kommenden Zuflusses Malliehagenbachs, der dem Rehbach zufließt. Auf dem Südhang entspringt zwischen Hoher Warte und Henneckenberg der Martinsbach und auf dem Südwesthang beim Jägeranger ein Kleinzufluss des Italbachs, die beide in die Ahle münden.

## Schutzgebiete
Auf dem Großen Steinberg liegen Teile des Landschaftsschutzgebiets Solling (CDDA-Nr. 324596; 1999; 330,149 km²), des Fauna-Flora-Habitat-Gebiets Wälder im östlichen Solling (FFH-Nr. 4223-301; 14,58 km²) und des Vogelschutzgebiets Solling (VSG-Nr. 4223-401; 40,6 km²).

## Aussichtsturm Harzblick
Auf dem Südhang der Südostkuppe (Kleiner Steinberg) steht unmittelbar oberhalb des Waldweges Sollstraße auf etwa 447 m Höhe der geschätzt etwa 8 m hohe Aussichtsturm Harzblick (⊙), der aus Holz aufgestellt wurde. Ursprünglich sollte auf diesem Berg der Sollingturm errichtet werden, doch nachdem man diesen auf dem 4,3 km westsüdwestlich liegenden Strutberg erbaut hatte, wurde der Harzblick auf dem Großen Steinberg aufgestellt.
Von seiner Aussichtsplattform besteht oft gute Fernsicht: So blickt man in Richtung Osten zum Harz, in dem der Brocken (1141,2 m) zu erkennen ist, nach Südsüdosten zum Gaußturm auf dem Hohen Hagen (492,5 m) im Dransfelder Stadtwald, nach Süden bis zum Kaufunger Wald (max. 643,4 m) und in Richtung Südwesten schaut man zum Reinhardswald (max. 472,2 m).